# Luigi Gnocchi
Luigi Gnocchi (ur. 14 stycznia 1933 w Gallarate, zm. 18 października 2014 tamże) – włoski lekkoatleta, sprinter.
Zajął 5. miejsce w sztafecie 4 × 100 metrów na mistrzostwach Europy w 1954 w Bernie.
Zdobył trzy złote medale: w biegu na 100 metrów, biegu na 200 metrów i w sztafecie 4 × 100 metrów (w składzie: Giovanni Ghiselli, Sergio D’Asnasch, Wolfango Montanari i  Gnocchi) na igrzyskach śródziemnomorskich w 1955 w Barcelonie. Na igrzyskach olimpijskich w 1956 w Melbourne zajął 4. miejsce w finale sztafety 4 × 100 metrów (w składzie: Franco Galbiati, Ghiselli, Gnocchi i Vincenzo Lombardo), a także odpadł w ćwierćfinale biegu na 100 metrów.
Był mistrzem Włoch w biegu na 100 metrów w latach 1954–1956, w biegu na 200 metrów w 1955 i 1956 oraz w sztafecie 4 × 100 metrów w 1956.
29 września 1956 wyrównał naleźący do Orazio Marianiego rekord Włoch w biegu na 100 metrów czasem 10,4 s, a 13 października 1956 we Florencji ustanowił rekord swego kraju w sztafecie 4 × 100 metrów czasem 40,1 s.